# Secret Identity
Pour les articles homonymes, voir Double.
Pour plus de détails, voir Fiche technique et Distribution.
Secret Identity ou Le Dédoublement au Québec (The Double) est un film américain qui est sorti en 2011, distribué par Image Entertainment.
Il est sorti en 2012 en France, distribué par Sony Pictures Releasing France.
Sony Pictures Releasing distribue en Europe les films distribués par Image Entertainment, sauf en Espagne.

## Synopsis
Un membre de la CIA à la retraite est associé à un jeune agent du FBI pour élucider une affaire d'assassinat, celle d'un sénateur des États-Unis. Toutes les pistes mènent à un espion soviétique.

## Fiche technique
- Titre original : The Double
- Titre français : Secret Identity
- Titre québécois : Le Dédoublement
- Réalisation : Michael Brandt
- Scénario : Derek Haas, Michael Brandt
- Photographie : Jeffrey L. Kimball
- Musique : John Debney
- Production : Ashok Amritraj
- Sociétés de production : Hyde Park Entertainment, Imagenation Abu Dhabi
- Sociétés de distribution :
  -  États-Unis : Image Entertainment
  -  Europe : Sony Pictures Releasing
- Budget : 17 000 000 $
- Langue : anglais et russe
- Dates de sorties :
  - États-Unis : 28 octobre 2011
  - France : 23 mai 2012 (sorti directement en DVD)[1]

## Distribution
- Richard Gere (V. F. : Richard Darbois ; V. Q. : Hubert Gagnon[3]) : Paul Shepherdson
- Topher Grace (V. F. : Stanislas Forlani ; V. Q. : Patrice Dubois) : Ben Geary
- Martin Sheen (V. F. : Marcel Guido ; V. Q. : Jean-Luc Montminy) : Tom Highland
- Stephen Moyer (V. Q. : Louis-Philippe Dandenault) : Brutus
- Stana Katic : Amber
- Odette Annable (V. F. : Victoria Grosbois) : Natalie Geary
- Randy Flagler (VF : Éric Herson-Macarel) : Miller
- Chris Marquette (V. Q. : Kevin Houle) : Oliver
- Tamer Hassan (V. F. : Féodor Atkine) : Bozlovski
- Nicole Forester : Molly
- Jeffrey Pierce : Weaver
- Lawrence Gilliard Jr. (V. F. : Bertrand Nadler) : agent Bruton